# Yellow Pearl (band)
Yellow Pearl is een Nederlandse pop/rock/soul-formatie. De band werd opgericht in 2002. In 2006 verscheen hun debuutalbum The Rebel in You.

## Geschiedenis
De band werd tegen het einde van 2002 opgericht door Emiel Pijnaker. Samen met gitaristen Viktor Beekman, Myrddin Hoogenraad, toetsenist Robert E James en bassist Raymond Oostenrijk werd er gewerkt aan nieuwe muziek. Later sloot drummer Guzz Genser (Wild Romance) zich aan bij de bezetting.
Hun eerste single "For You and Me" (2004) piekte op #49 in de Single Top 100. Het eerste tv-optreden van de band werd bekeken door 2,5 miljoen mensen. Ze namen deel aan het Nationaal Songfestival van 2004. Hierna volgden er optredens, onder andere op de Zwarte Cross en de Uitmarkt. Paradiso werd diverse malen uitverkocht. Voor het debuutalbum The Rebel in You (2006) werd samengewerkt met producer Stephan van Haestregt, de band Venice en het Praags Filharmonisch Orkest. Hierna werd het stil rond de band.
In 2017 keerde Yellow Pearl terug. De single "Temptation" werd de 5 Sterren Track bij NPO Radio 2 en werd tevens twee maanden gebruikt bij de dagelijkse tv-zomerpromo op NPO 1. In 2020 verschenen de singles "Everything Is Different Now", "Nieuw Begin" (samen met Hookmeister) en “Without Your Love”. De singles werden ook in Vlaanderen en Duitsland op de radio gedraaid. Begin mei 2021 volgde “Stay”. In 2022 werkte de band samen met Noah Jaora aan de single "OneLove", voor de gelijknamige antidiscriminatie-campagne OneLove uit de voetbalwereld. In 2023 stond "For You and Me" op #493 in de Koninklijke Top 500, een muzieklijst van NPO Radio 2 in het teken van de beste muziek van eigen bodem.
Tevens staat het nummer in de Gelderse Top 100 van 2024 (deze lijst omvat hits van regionale, nationale en internationale artiesten).

## Discografie
- The Rebel in You, 2006